# EC Bahia
Esporte Clube Bahia (pronunție în portugheză [isˈpɔʁtʃi ˈklubi baˈi.ɐ]), cunoscut simplu ca Bahia, este un club de fotbal din Salvador, Bahia, Brazilia.

## Palmares

### Național
- Série A

Campioană (2): 1959, 1988
Vice-cmpioană (2): 1961, 1963
- Série C

Câștigătoare (1): 2007

### Regional
- Copa Nordeste:

Câștigătoare (2): 2001, 2002, 2017, 2021
Finalistă (2): 1997, 1999, 2015, 2018, 2020

### Stat
- Campeonato Baiano

Câștigătoare (50): 1931, 1933, 1934, 1936, 1938, 1940, 1944, 1945, 1947, 1948, 1949, 1950, 1952, 1954, 1956, 1958, 1959, 1960, 1961, 1962, 1967, 1970, 1971, 1973, 1974, 1975, 1976, 1977, 1978, 1979, 1981, 1982, 1983, 1984, 1986, 1987, 1988, 1991, 1993, 1994, 1998, 1999, 2001, 2012, 2014, 2015, 2018, 2019, 2020, 2023
Locul 2 (23): 1941, 1955, 1957, 1963, 1964, 1969, 1972, 1985, 1989, 1992, 1996, 1997, 2000, 2004, 2005, 2007, 2008, 2009, 2010, 2013, 2016, 2017, 2024
- Taça Estado da Bahia

Câștigătoare (3): 2000, 2002, 2007
Finalistă (2): 2004, 2006
- Torneio Início

Câștigătoare (9): 1931, 1932, 1934, 1937, 1938, 1951, 1964, 1967, 1979

## Lotul actual
La 13 aprilie 2025. 
| Nr. |          | Poziție | Jucător                                     |
| --- | -------- | ------- | ------------------------------------------- |
| 1   | Brazilia | P       | Danilo Fernandes                            |
| 2   | Brazilia | F       | Gilberto                                    |
| 3   | Brazilia | F       | Gabriel Xavier                              |
| 4   | Brazilia | F       | Kanu                                        |
| 5   | Brazilia | M       | Rezende                                     |
| 6   | Brazilia | M       | Jean Lucas (vice-căpitan)                   |
| 7   | Brazilia | A       | Ademir                                      |
| 8   | Brazilia | M       | Cauly                                       |
| 9   | Uruguay  | A       | Luciano Rodríguez                           |
| 10  | Brazilia | M       | Éverton Ribeiro (căpitan)                   |
| 11  | Brazilia | M       | Rodrigo Nestor (împrumutat de la São Paulo) |
| 12  | Brazilia | A       | Willian José                                |
| 13  | Columbia | F       | Santiago Arias                              |
| 14  | Brazilia | M       | Erick                                       |
| 15  | Uruguay  | M       | Michel Araújo                               |
| 16  | Brazilia | A       | Erick Pulga                                 |

| Nr. |           | Poziție | Jucător                                        |
| --- | --------- | ------- | ---------------------------------------------- |
| 19  | Brazilia  | M       | Caio Alexandre                                 |
| 21  | Argentina | F       | Santiago Ramos Mingo                           |
| 22  | Brazilia  | P       | Marcos Felipe                                  |
| 25  | Brazilia  | F       | Iago Borduchi                                  |
| 26  | Uruguay   | M       | Nicolás Acevedo                                |
| 33  | Brazilia  | F       | David Duarte                                   |
| 37  | Brazilia  | A       | Kayky (împrumutat de la Manchester City)       |
| 46  | Brazilia  | F       | Luciano Juba                                   |
| 66  | Brazilia  | F       | Zé Guilherme                                   |
| 68  | Brazilia  | M       | Jota                                           |
| 70  | Brazilia  | M       | Vitinho                                        |
| 71  | Brazilia  | F       | Kauã Davi                                      |
| 77  | Brazilia  | A       | Tiago                                          |
| 93  | Brazilia  | P       | Gabriel Souza                                  |
| 96  | Brazilia  | P       | Ronaldo (împrumutat de la Atlético Goianiense) |

## Jucători notabili
- Fernandao
- Freddy Adu
- José Kléberson

## Antrenori
- Carlos Volante (1959)
- Paulo Amaral (1967–68)
- Manuel Fleitas Solich (1970–71)
- Sylvio Pirillo (1972)
- Evaristo de Macedo (1973)
- Zezé Moreira (1978–79)
- Aymoré Moreira (1981–82)
- Paulinho (1985), (1987)
- Evaristo de Macedo (1988–89)
- René Simões (1989)
- Candinho (1990–91)
- Gílson Nunes (1992)
- Joel Santana (1994)
- Júlio César Leal (1995)
- Geninho (1997)
- Evaristo de Macedo (1998)
- Joel Santana (1999)
- Evaristo de Macedo (2001)
- Candinho (2002–03)
- Evaristo de Macedo (2003)
- Lula Pereira (Aug 18, 2003 – Oct 27, 2003)
- Edinho (Oct 28, 2003 – Dec 18, 2003)
- Vadão (Jan 11, 2004 – Dec 17, 2004)
- Zetti (April 19, 2005 – June 20, 2005)
- Mauro Fernandes (April 7, 2006 – July 26, 2006)
- Lula Pereira (Oct 16, 2006 – Dec 5, 2006)
- Paulo Comelli (Dec 4, 2007 – June 2, 2008)
- Arturzinho (June 4, 2008 – Feb 2, 2009)
- Ferdinando Teixeira (Oct 4, 2008 – Dec 15, 2008)
- Alexandre Gallo (Dec 16, 2008 – July 7, 2009)
- Paulo Comelli (July 8, 2009 – Aug 1, 2009)
- Sérgio Guedes (Aug 2, 2009 – Sep 28, 2009)
- Paulo Bonamigo (Sep 29, 2009 – Dec 3, 2009)
- Renato Gaúcho (Dec 13, 2009 – Aug 10, 2010)
- Márcio Araújo (Aug 11, 2010 – Dec 2, 2010)
- Rogério Lourenço (Dec 7, 2010 – Feb 7, 2011)
- Vágner Benazzi (Feb 17, 2011 – April 10, 2011)
- Renê Simões (April 14, 2011 – Sep 2, 2011)
- Joel Santana (Sep 4, 2011 – Feb 2, 2012)
- Paulo Roberto Falcão (Feb 7, 2012 – July 20, 2012)
- Caio Júnior (July 21, 2012 – Aug 27, 2012)
- Jorginho (Aug 28, 2012 – April 7, 2013)
- Joel Santana (April 8, 2013 – May 13, 2013)
- Cristóvão Borges (May 17, 2013 – Dec 9, 2013)
- Marquinhos Santos (Dec 12, 2013 – July 28, 2014)
- Gilson Kleina (Aug 13, 2014 – Nov 11, 2014)
- Charles Fabian (2014)
- Sergio Soares (2015)
- Charles Fabian (2015)
- Doriva (2016)
- Guto Ferreira (2016–2017)
- Jorginho (2017)
- Preto Casagrande (2017)
- Paulo César Carpegiani (Oct 2017 - Dec 2017)
- Guto Ferreira (Dec 2017 - Jun 2018)
- Enderson Moreira (Jun 2018 - Mar 2019)
- Roger Machado (Apr 2019 - Sep 2020)
- Mano Menezes (Sep 2020 - Dec 2020)
- Dado Cavalcanti (Dec 2020 - Aug 2021)
- Diego Dabove (Aug 2021 - Oct 2021)
- Guto Ferreira (Oct 2021 - Jun 2022)
- Enderson Moreira (Jun 2022 - Oct 2022 )
- Eduardo Barroca (Oct 2022 - Nov 2022)
- Renato Paiva (Jan 2023 - Sep 2023)
- Rogério Ceni (Sep 2023 - )